# Парламентские выборы в Узбекистане (2014—2015)
Выборы в законодательную палату парламента Республики Узбекистан проводились в конце 2014 — начале 2015 г.г. Основной тур прошел 21 декабря 2014 года. Дополнительное голосование проведено 4 января 2015 года в 22 округах.

## Избирательная система
Из 150 депутатов Законодательной палаты 135 избираются по мажоритарной системе в одномандатных округах (голосование проходит в два тура), а 15 мест зарезервировано для Экологического движения Узбекистана.

## Участники
Все 4 официально зарегистрированные политические партии Узбекистана (УзЛиДеП, НДПУ, Миллий Тикланиш, Адолат) выразили желание принять участие в парламентских выборах. Кроме них участвуют самовыдвиженцы.

## Основные даты
- 15 сентября 2014 года — начало избирательной кампании
- не позднее 7 октября 2014 года — образование 135 избирательных округов по выборам в Законодательную палату Олий Мажлиса Республики Узбекистан и опубликование их списков с указанием границ округов и численности избирателей
- не позднее 12 октября 2014 года — представление политическими партиями соответствующих документов в Центральную избирательную комиссию Республики Узбекистан для участия в выборах
- не позднее 12 октября 2014 года — утверждение персонального состава окружных избирательных комиссий
- с 17 октября по 6 ноября 2014 года — выдвижение кандидатов в депутаты политическими партиями
- не позднее 22 октября 2014 года — образование избирательных участков
- не позднее 9 ноября 2014 года — прием документов от политических партий для регистрации кандидатов в депутаты
- не позднее 11 ноября 2014 года — образование участковых избирательных комиссий
- не позднее 16 ноября 2014 года — регистрация кандидатов в депутаты
- не позднее 6 декабря 2014 года — представление избирательными комиссиями для всеобщего ознакомления списков избирателей
- не позднее 11 декабря 2014 года — оповещение избирательными комиссиями избирателей о времени и месте голосования
- с 11 по 19 декабря 2014 года — досрочное голосование
- 19 декабря 2014 года — окончание предвыборной агитации
- 20 декабря 2014 года — день тишины
- 21 декабря 2014 года — выборы
- не позднее 31 декабря 2014 года — сообщение об итогах выборов
- не позднее 4 января 2015 года — второй тур голосования в округах, где ни один кандидат не набрал более 50 % голосов избирателей[10]

## Результаты
По результатам первого тура были избраны депутаты по 113 избирательным округам. В оставшихся 22 округах 4 января 2015 года был проведён второй тур голосования. 
| Либерально-демократическая партия Узбекистана |            |       | 47  |           |       | 5  | 52  |
| Демократическая партия «Миллий тикланиш»      |            |       | 28  |           |       | 8  | 36  |
| Народно-демократическая партия Узбекистана    |            |       | 21  |           |       | 6  | 27  |
| Социал-демократическая партия «Адолат»        |            |       | 17  |           |       | 3  | 20  |
| Экологическое движение Узбекистана            | -          | -     | -   | -         | -     | -  | 15  |
| Всего                                         | 18 490 245 | 88,94 | 113 | 2 642 063 | 76,90 | 22 | 150 |
| Зарегистрированные избиратели                 | 20 789 572 | 100   | -   | 3 343 345 | 100   | -  | -   |

## Критика
Независимые СМИ Узбекистана называют выборы «политическим шоу» и «спектаклем для иностранных наблюдателей». Также, по результатам социологического опроса, проведённого веб-изданием «UzMetronom» в Ташкенте и Ташкентской области, большинство избирателей не интересуется темой выборов, а также не знает названий политических партий Узбекистана.